# Nudez ritual

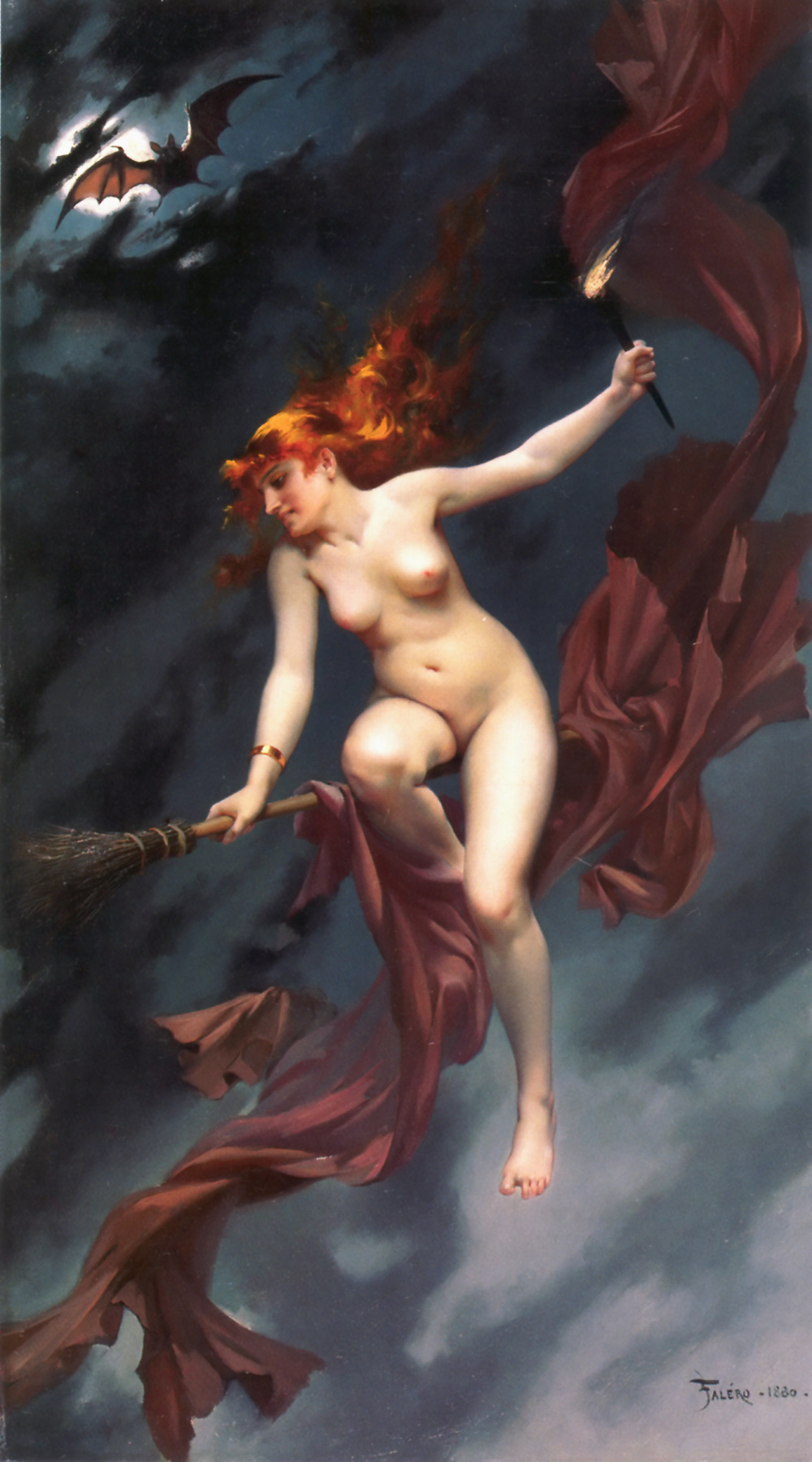
Representação artística de uma bruxa nua em Festival das Bruxas de Luis Ricardo Falero, 1880

A nudez ritual, também conhecida em inglês como skyclad ("vestido de céu"), é uma prática própria da Wicca e de grupos pagãos e neopagãos. Alguns grupos wiccanos, ou tradições, realizam a maioria ou todos os seus rituais com nudez. Enquanto a nudez e a prática de bruxaria  têm sido associadas nas artes visuais, esta nudez ritual contemporânea é tipicamente atribuída tanto para a influência de Gerald Gardner ou para uma passagem do livro de Charles Godfrey Leland de 1899, Aradia, ou o Evangelho das Bruxas, e como tal é atribuída principalmente aos covens gardnerianos e aradianos.

## Origens

### Gardner
Witchcraft Today de Gardner foi publicado em 1954. O livro afirmava um relatório sobre a prática contemporânea de bruxaria religiosa pagã na Inglaterra, qual supostamente havia sobrevivido como uma religião subterrânea por séculos. A nudez ritual foi incluída como uma parte regular da prática wiccana, mas nos dias modernos é principalmente usada pelos wiccanos alexandrinos, georginos, e Blue Star. A "Carga da Deusa", uma parte da liturgia ritual gardneriana, instrui aos wiccanos para a prática ritual com nudez. Gardner passou vários anos na Índia, e pode ter pego o conceito dos jainistas digambara, uma seita religiosa na qual os monges não poderiam usar roupas.
O termo "skyclad" é derivado das religiões indianas, onde o termo Digambara significa literalmente "vestido de céu". A Inglaterra tinha ligações estreitas com a Índia no momento em que a Wicca primeiramente se tornou pública na Inglaterra, por isso esse uso poderia muito bem ter sido familiar para os falantes de inglês com um conhecimento das religiões do Extremo Oriente. Em particular, Gerald Gardner, que primeiro popularizou a Wicca na Inglaterra, foi um folclorista notável com um interesse na cultura do Extremo Oriente que passou boa parte de sua vida adulta no Ceilão e Birmânia, por isso parece muito plausível que ele poderia ter sido familiarizado com esse termo hindu.
Dr. Leo Ruickbie também observa que a representação tradicional e artística de bruxas não pode ser ignorada como uma fonte para a nudez no sistema de Gardner, citando artistas tais como Albrecht Dürer e Salvator Rosa.

### Aradia
As origens desta instrução têm sido traçadas em 1899 no livro de Charles Godfrey Leland, Aradia, ou o Evangelho das Bruxas.  O seguinte discurso de Aradia aparece no fim do primeiro capítulo do livro;
And as the sign that ye are truly free,

Ye shall be naked in your rites, both men

And women also: this shall last until

The last of your oppressors shall be dead;
Doreen Valiente, uma das sacerdotisas de Gardner, relembra a surpresa de Gardner no reconhecimento de Valiente do material de Aradia na versão original da "Carga" a qual foi dada. Valiente mais tarde rescreveu a "Carga", preservando as linhas de Aradia. A versão de Valiente foi então amplamente divulgada e reimpressa.
Aceitando Aradia como a fonte da prática de nudez, Robert Chartowich aponta para a tradução de 1998 de Pazzaglini dessas linhas, as quais leem: "Men and Women / You will all be naked, until / Yet he shall be dead, the last / Of your oppressors is dead." Chartowich argumenta que o ritual de nudez da Wicca foi baseada em erros de tradução dessas linhas por Leland ao incorporar a cláusula "in your rites".

### Fora das tradições wiccanas
A nudez ritual não é exclusiva da Wicca tradicional. Entre os grupos que a praticam, apenas alguns rituais podem envolver nudez ritual. A tradição ariciana, como um exemplo, pratica nudez ritual durante seis meses do ano, e realiza suas cerimônias em vestes rituais para a outra metade do ano. Dentro, e especificamente fora de, áreas específicas da Wicca e Paganismo, razões outras do que a tradição podem ser dadas para explicar uma preferência ao culto da nudez ritual. Starhawk constata em The Spiral Dance: "O corpo nu representa a verdade, a verdade que é mais profunda do que o costume social" e "é um sinal de que a lealdade de uma bruxa é para a verdade antes de qualquer ideologia ou quaisquer ilusões reconfortantes".